# 延命寺 (葛飾区青戸)
延命寺（えんめいじ）は、東京都葛飾区にある新義真言宗の寺院。新四国四箇領八十八箇所霊場第13番札所。

## 概要
1169年（嘉応元年）、源秀によって開山された。
当寺は、青砥藤綱の守本尊と伝えられている摩怛梨天像が安置されており、「やくじん（疫神）様」として親しまれている。
嘗ては植木市が催されていた。

## 交通アクセス
- 亀有駅より徒歩16分（経路案内）。
- 青砥駅より徒歩18分